# Гупа
Гупата (Poecilia reticulata) е една от най-популярните живородни рибки в света. Това е един малък член на семейство Пецилиеви  Размерът на гупите варира,   женската достига 4 – 7 cm на дължина, а мъжкия 2.5–4 cm.

## Класификация
Робърт Джон Личмиър Гупи е откривател на тази малка риба в Тринидад и Тобаго през 1866, а рибата е била наречена Girardinus guppii от германския зоолог Алберт Гюнтер по-късно през същата година в негова чест. Обаче рибата е била описана преди това в Америка. Въпреки че Girardinus guppii вече се смята за научен синоним на Poecilia reticulata, днес ние използваме просто името гупи. През годините се измислени много имена, но като единствено вярно се е наложило Poecilia reticulata.

## Разпространение
Гупите произхождат от Барбадос, Бразилия, Гвиана, Холандски Антили, Тринидад и Тобаго, Американски Вирджински острови и Венецуела. Гупите могат да се видят във всяка една страна както и континент, без Антарктика. В повечето пъти това е ставало случайно, но има и случаи на съвсем съзнателно разпространение. Става дума за контрола на разпорстранието на комарите и сътоветно маларията. Гупите се хранят с ларвите на комарите. Но в тези случаи, често се е стигало до проблеми с естествената рибна фауна.

## Екология и поведение
Гупите притежават полов диморфизъм. В дивата природа женските са сиви, а мъжките имат ивици и точки, които могат да са жълти, оранжеви, сини, червени, черни и дори виолетови.
Гупите често се отглеждат заради естествените си природни цветове, затова домашните гупи са станали по-слаби от дивите си събратя. Като резултат гупите умират за 2 – 3 дни от стрес или промяна на pH. Не издържат на големи температурни аплитуди.

## Бременност и раждане
Гупите са много продуктивни живородни рибки. Бременността на гупите е 21 – 30 дни (средно 28 дни), варира според температурата на водата. След като женската гупи е осеменена се появява тъмно петно около ануса, така нареченото родилно петно. С времето то нараства и става по-тъмно. Точно преди раждането очите на малките рибки могат да се видят през прозрачната стена на родилното петно. Гупите предпочитат вода с температура 27 °C за репродукция. Женската може да роди от 2 до 100 малки рибки, но обикновено са между 5 и 30. От момента на раждането си, всяка малка рибка е способна да плува, яде и да се предпазва от опасности. Веднага след раждането, женската е готова за ново оплождане. Всъщност гупите имат способността да складират сперма, това означава, че тя може да забременее няколко пъти само от едно сношение.
Младата рибка, ще достигне полова зрялост за един – два месеца. Те се хранят със специална храна за малки рибки или от остатъците на по-възрастните. Понякога кълват водораслите.
Има успешни опити за кръстоска с молинезии/велифери(мъжка гупа и женска молинезия). Но малките са винаги мъжки и безплодни. Плодовито поколение при хибридите има само при кръстоска с Endler's livebearer (poecilia wingei). Понякога гупите ядат малките си.

## За аквариума
Гупите предпочитат аквариуми с твърда вода и могат да понесат соленост до 150% над нормалната морска вода, заради това си качество те могат да живеят и в сладководни аквариуми и в соленоводни. Гупите по принцип са спокойни, въпреки че понякога се наблюдава агресия между мъжките или към други добри плувци като платата и хелерите, както и риби с по-забележителни перки като скаларията. Най-известното качество на тази риба е способността и да се размножава, дори без значение на средата – сладководна или соленоводна.
Развъждането на гупи от акваристи води до появата на много вариации – от плътността на цвета до разновидността на перките и опашките им. Селективното кръстосване е довело до редки колекционерски видове гупи, а някои от акваристите предпочитат „дивия“ ѝ вариант, заради голямата му издръжливост.
Добре хранените възрастни риби не ядат собствените си малки, но понякога има нужда от безопасни зони за малките рибки. На пазара се продават специални родилки за тази цел, които предпазват малките рибки да не бъдат изядени от майка си. Това е добре и за самата бременна риба, защото я предпазва от мъжките, които понякога имат склонността да нападат женската, когато ражда. Но прекалено ранно поставяне на рибата в това отделение, може да доведе до аборт. Може да се използва и жива растителност за естествен подслон на малките – подходящо са – Java moss, Duckweed и Water Wisteria